# 张光荣 (地方教会)
张光荣（1889年—1959年10月13日），男，浙江绍兴人，中国地方教会同工兼长老。

## 生平
1889年，张光荣生于浙江绍兴城内白衡弄的一个贫寒的鞋匠家庭，幼年就被送到外国传教士家中做佣人，才得以就读于英国圣公会差会办的承天中学，深受校长王牧师（Percy King）喜欢。张光荣高中毕业后担任教师。1912年考入上海邮政总局，担任邮务员，以后逐渐升为局长。1917年因患严重的伤寒病而悔改接受福音，并开始热心传福音。1924年，张光荣获得养老金后，成为一名全时间义务传道人。他在江西牯岭（庐山）肺病疗养院养病时，接连收到杭州甘惠泉师母（Mrs. Sweet）的七封邀请信，牧养杭州清波门的甘氏浸礼会真神堂，不领薪水。1926-1927年，反基督教运动兴起，基督教被视为帝国主义走狗，真神堂被学生捣毁，张光荣本人也几乎被师长枪毙。真神堂的信徒增加，但是甘师母与张光荣这时发生了矛盾。
1925年，张光荣结识了来到杭州皮市巷礼拜堂讲道的倪柝声。1928年，倪柝声在得胜聚会后肺病严重，汪佩真、李渊如、缪韵春和张耆年四位单身女同工不便照料，张光荣应她们之邀，于1928年10月移居上海公共租界西区哈同路文德里30号，白天为倪柝声整理英文书籍，晚上陪夜。他是倪柝声的第一位男性同工。倪柝声病愈后，张光荣即负责教会中事务方面的服事，包括财务以及接待外地同工。1938年，《工作的再思》出版后，上海教会设立正式的长老、执事，张光荣作为同工，迁往杭州、萧山、绍兴、温州、平阳、福鼎及泰顺等地工作。回到上海后，兼长老的职分。1939年，倪柝声从英国回沪后，在愚园路开办同工招待所，由张光荣负责管理。
1942年上海教会风波后，同工大都离开上海，仅有俞成华和张光荣维持主日讲台。1948年南阳路145号聚会所落成后，上海教会信徒猛增，长老增加到八位，张光荣因年老体弱退出长老的工作，转而负责济贫组。
张光荣于1915年与绍兴内地会的教友费爱芝结婚。1919年在安徽大通任局长时生长女锡兰。1922年在宿州任职时生儿子张锡康（1922年－），后来为上海教会执事。